# Raúl Kollmann
Raúl Marcos Tuny Kollmann (Buenos Aires, 18 de enero de 1949) es un periodista, escritor y presentador argentino.
Escribe en Página/12. Forma parte de Telenueve en El Nueve y conduce Rayos X en Radio 10.

## Trayectoria en medios

#### Radio
RadioShow FM 100.7
- El Exprimidor

Radio Uno
- El Exprimidor

Radio Spika FM 103.1
- El Exprimidor

Radio Mitre
- Primera mañana

Radio Del Plata
- La mañana de Mónica y César

- Rayos X

Radio 10
- Rayos X

#### Televisión
| Año           | Programa          | Canal   |
| ------------- | ----------------- | ------- |
| 2002-presente | Telenueve         | elnueve |
| 2017-2018     | Crimen y misterio | elnueve |

## Biografía
Entre 1976 y 1980 vivió cuatro años con su familia en Colombia.
En 1988 comenzó a trabajar como periodista. A fines de la década de 1990 ingresó a trabajar como periodista de policiales en el diario Página/12 (Buenos Aires), en algún momento formando parte de la planta permanente y destacada, tanto para notas policiales como de política nacional hasta la actualidad.
En 2001 publicó el clásico libro de investigación Sombras de Hitler: la vida secreta de las bandas neonazis argentinas.
Desde 2010 hasta 2017, Kollmann dirigió el programa Rayos X, en Radio del Plata. En mayo de 2017 se pasa a Radio 10 en la franja de los domingos de 18 a 21 hs.

## Vida privada
Su madre, Alicia Lizzy Lowy de Kollmann (18 de mayo de 1914), es austríaca.
Su hermana se llama Evelina Silvia Kollmann.
Tiene un hijo llamado Alejandro.